# Гнати (Серпецький повіт)
Гнати (пол. Gnaty) — село в Польщі, у гміні Гоздово Серпецького повіту Мазовецького воєводства.
Населення — 39 осіб (2011).
У 1975-1998 роках село належало до Плоцького воєводства.

## Демографія
Демографічна структура станом на 31 березня 2011 року:
|          | Загалом | Допрацездатний вік | Працездатний вік | Постпрацездатний вік |
| -------- | ------- | ------------------ | ---------------- | -------------------- |
| Чоловіки | 19      | 4                  | 14               | 1                    |
| Жінки    | 20      | 5                  | 9                | 6                    |
| Разом    | 39      | 9                  | 23               | 7                    |